# Women in Technology International
Women in Technology International（ウーマン・イン・テクノロジー・インターナショナル, WITI）は、技術系の女性の成果を推進し、支援、機会、インスピレーションを広げる非政府組織である。
1989年にキャロライン・レイトン(Carolyn Leighton)によって、International Network of Women in Technologyとして設立された。2001年に技術系女性のための業界団体として活動を始め、WITI Professional Associationに改称した。
技術に対し多大な貢献をした女性を顕彰するWomen in Technology Hall of Fame（技術系女性の殿堂）で知られている。
1989年に電子メールグループから始まり、2012年までに200万人にまで成長し、技術系女性のための主要な組織になった。2014年、WITIの25周年会議"Powering Up!"には、スペースXの社長兼COOであるグウィン・ショットウェルらが講演を行った。